# Sainte-Gemmes-d'Andigné
Sainte-Gemmes-d'Andigné est une ancienne commune française située dans le département de Maine-et-Loire, en région Pays de la Loire.
Elle est depuis le 15 décembre 2016 intégrée à la nouvelle commune de Segré-en-Anjou Bleu.

## Géographie
Commune angevine du Segréen, Sainte-Gemmes-d'Andigné se situe au sud de Segré, sur la route D 183, Chazé-sur-Argos, et aux abords de la route D 181, Le Bourg-d'Iré - Segré.
Les communes les plus proches sont Segré (2 km), La Chapelle-sur-Oudon (4 km), Marans (5 km), Nyoiseau (5 km), Le Bourg-d'Iré (6 km), Chazé-sur-Argos (6 km), Noyant-la-Gravoyère (7 km), Louvaines (7 km), La Ferrière-de-Flée (7 km) et Aviré (7 km).

## Toponymie
Durant la Révolution, la commune porte le nom de Mont-Joli.

## Histoire
Le 30 mars 1795, un combat oppose chouans et républicains à la Gemmerie,.

## Politique et administration

### Administration municipale

#### Administration actuelle
Depuis le 15 décembre 2016 Sainte-Gemmes-d'Andigné constitue une commune déléguée au sein de la commune nouvelle de Segré-en-Anjou Bleu et dispose d'un maire délégué.
| Période                                  | Période  | Identité            | Étiquette | Qualité |
| ---------------------------------------- | -------- | ------------------- | --------- | ------- |
| décembre 2016                            | mai 2020 | Jean-Claude Taulnay |           |         |
| mai 2020                                 |          | Thérèse Marsais     |           |         |
| Les données manquantes sont à compléter. |          |                     |           |         |

#### Administration ancienne
| Période                                  | Période                           | Identité                                     | Étiquette    | Qualité                                                            |
| ---------------------------------------- | --------------------------------- | -------------------------------------------- | ------------ | ------------------------------------------------------------------ |
| 1788                                     | 1789                              | Leclerc de la Ferrière                       |              | Syndic de la municipalité                                          |
| 1789                                     | 1792                              | François Charron                             |              | Curé de la paroisse                                                |
| 1792                                     | 1797                              | P. Lanier                                    |              |                                                                    |
| germinal an V                            | 1800                              | Gastinais                                    |              |                                                                    |
| 1er messidor an VIII                     | 1808                              | Mathurin                                     |              |                                                                    |
| 2 janvier 1808                           | 1822                              | Paul-Marie-Céleste d'Andigné de la Blanchaie | Libéral      | Député (1827), président du conseil général, pair de France (1837) |
| 12 janvier 1822                          | 8 août 1830 (démissionnaire)      | Charles-François d'Andigné de la Chétardière |              |                                                                    |
| 26 août 1830 installé le 12 septembre    | 1837                              | Étienne Aubert                               |              |                                                                    |
| 27 août 1837                             | 1840                              | Pierre-Joseph Boreau de Roincé               |              |                                                                    |
| 6 septembre 1840                         | 20 novembre 1845 (démissionnaire) | Pierre Meignan                               |              |                                                                    |
| 1846                                     | 1859                              | Charles-François-Marie-Fortuné d'Andigné     |              |                                                                    |
| 9 août 1859                              | 15 décembre 1861 (démissionnaire) | Guillaume Roussier                           |              |                                                                    |
| 1862                                     | 1870                              | J.-Vincent Rabeau                            |              |                                                                    |
| 1870                                     | 1878                              | Comte Fortuné d'Andigné                      |              |                                                                    |
| 1878                                     | 1882                              | Henri de La Salmonière                       |              |                                                                    |
| 1882                                     | 1884                              | Louis Peteul                                 |              |                                                                    |
| 1884                                     | 1919                              | Henri de La Salmonière                       |              |                                                                    |
| 1919                                     | 10 mars 1932 (décès)              | Comte Geoffroy d'Andigné                     | Conservateur | Conseiller général (1908), député (1924)                           |
| 24 avril 1932                            | 1945                              | Joseph Peteul                                |              | Meunier                                                            |
| 1945                                     | 1953                              | Constant Rouillère                           |              |                                                                    |
| 1953                                     | 1971                              | Georges Menan                                |              |                                                                    |
| 1971                                     | 1989                              | Henri Rossignol                              |              |                                                                    |
| 1989                                     | 2001                              | Madeleine Gaudin                             |              |                                                                    |
| mars 2001                                | décembre 2016                     | Jean-Claude Taulnay                          |              | Journaliste                                                        |
| Les données manquantes sont à compléter. |                                   |                                              |              |                                                                    |

### Ancienne situation administrative
La commune était membre de la communauté de communes du Canton de Segré, elle-même membre du syndicat mixte Pays de l'Anjou bleu, Pays segréen, jusqu'à son intégration dans Segré-en-Anjou Bleu.

## Population et société

### Évolution démographique
L'évolution du nombre d'habitants est connue à travers les recensements de la population effectués dans la commune depuis 1793. À partir du 1er janvier 2009, les populations légales des communes sont publiées annuellement dans le cadre d'un recensement qui repose désormais sur une collecte d'information annuelle, concernant successivement tous les territoires communaux au cours d'une période de cinq ans. 
Pour les communes de moins de 10 000 habitants, une enquête de recensement portant sur toute la population est réalisée tous les cinq ans, les populations légales des années intermédiaires étant quant à elles estimées par interpolation ou extrapolation. Pour la commune, le premier recensement exhaustif entrant dans le cadre du nouveau dispositif a été réalisé en 2005,.
En 2014, la commune comptait 1 482 habitants, en évolution de −1,46 % par rapport à 2009 (Maine-et-Loire : +3,3 %, France hors Mayotte : +2,49 %).
| 1793  | 1800  | 1806  | 1821  | 1831  | 1836  | 1841  | 1846  | 1851  |
| ----- | ----- | ----- | ----- | ----- | ----- | ----- | ----- | ----- |
| 1 119 | 1 275 | 1 372 | 1 408 | 1 180 | 1 342 | 1 313 | 1 320 | 1 352 |

| 1856  | 1861  | 1866  | 1872  | 1876  | 1881  | 1886  | 1891  | 1896  |
| ----- | ----- | ----- | ----- | ----- | ----- | ----- | ----- | ----- |
| 1 412 | 1 348 | 1 300 | 1 241 | 1 311 | 1 373 | 1 279 | 1 304 | 1 286 |

| 1901  | 1906  | 1911  | 1921  | 1926  | 1931  | 1936  | 1946  | 1954  |
| ----- | ----- | ----- | ----- | ----- | ----- | ----- | ----- | ----- |
| 1 262 | 1 209 | 1 235 | 1 121 | 1 087 | 1 105 | 1 055 | 1 068 | 1 001 |

| 1962  | 1968  | 1975  | 1982  | 1990  | 1999  | 2005  | 2010  | 2014  |
| ----- | ----- | ----- | ----- | ----- | ----- | ----- | ----- | ----- |
| 1 164 | 1 223 | 1 253 | 1 243 | 1 271 | 1 311 | 1 447 | 1 486 | 1 482 |

### Pyramide des âges
La population de la commune est relativement âgée. Le taux de personnes d'un âge supérieur à 60 ans (25,4 %) est en effet supérieur au taux national (21,8 %) et au taux départemental (21,4 %).
À l'instar des répartitions nationale et départementale, la population féminine de la commune est supérieure à la population masculine. Le taux (50,4 %) est du même ordre de grandeur que le taux national (51,9 %).
La répartition de la population de la commune par tranches d'âge est, en 2008, la suivante :
- 49,6 % d’hommes (0 à 14 ans = 23,1 %, 15 à 29 ans = 19 %, 30 à 44 ans = 17,6 %, 45 à 59 ans = 19 %, plus de 60 ans = 21,2 %) ;
- 50,4 % de femmes (0 à 14 ans = 19,4 %, 15 à 29 ans = 11,4 %, 30 à 44 ans = 21 %, 45 à 59 ans = 18,7 %, plus de 60 ans = 29,5 %).

| Hommes | Classe d’âge | Femmes |
| ------ | ------------ | ------ |
| 1,6    | 90 ans ou +  | 3,7    |
| 6,6    | 75 à 89 ans  | 11,7   |
| 13,0   | 60 à 74 ans  | 14,1   |
| 19,0   | 45 à 59 ans  | 18,7   |
| 17,6   | 30 à 44 ans  | 21,0   |
| 19,0   | 15 à 29 ans  | 11,4   |
| 23,1   | 0 à 14 ans   | 19,4   |

| Hommes | Classe d’âge | Femmes |
| ------ | ------------ | ------ |
| 0,4    | 90 ans ou +  | 1,1    |
| 6,3    | 75 à 89 ans  | 9,5    |
| 12,1   | 60 à 74 ans  | 13,1   |
| 20,0   | 45 à 59 ans  | 19,4   |
| 20,3   | 30 à 44 ans  | 19,3   |
| 20,2   | 15 à 29 ans  | 18,9   |
| 20,7   | 0 à 14 ans   | 18,7   |

## Économie
Sur 109 établissements présents sur la commune à fin 2010, 29 % relevaient du secteur de l'agriculture (pour une moyenne de 17 % sur le département), 5 % du secteur de l'industrie, 11 % du secteur de la construction, 48 % de celui du commerce et des services et 7 % du secteur de l'administration et de la santé.

## Culture locale et patrimoine

### Lieux et monuments
- Église Sainte-Marguerite, du XIXe siècle, due à Alfred Tessier (architecte), inscrite Monument historique[18] ;
- Chapelle du cimetière ;
- Château et chapelle de la Blanchaie, château des XVe, XVIIIe et XIXe siècles[19] ;
- château de la Chetardière, des XVIIIe et XIXe siècles, site inscrit en 2002[20] ;
- Château de Dieusie, du XIXe siècle[21] ;
- Logis de la Pezellière, des XVe et XVIe siècles, site inscrit en 2001[22] ;
- Logis de la Touche-à-l'Abbé ;
- Prieuré dit l'Abbaye, des XVIe, XVIIe et XIXe siècles[23].

### Personnalités liées à la commune
- Geoffroy d'Andigné (1858-1932), né dans la commune, homme politique.
- Antoine Paillard (1897-1931), né dans la commune, aviateur français.
- Georges Paillard (1904-1998), né dans la commune, cycliste, champion du monde de cyclisme de demi-fond 1929 et 1932.
- Jacques Pinel (1942-2015), né dans la commune, pharmacien français, logisticien de Médecins sans frontières.
- Paulette Fouillet (1950-2015), née dans la commune, judokate ayant obtenu trois titres européens et quatre titres de championne de France entre 1974 et 1980.
- Claudia Rouaux (1963-), née dans la commune, femme politique.
- Pierre-Emmanuel Bourdeau (1975- ), né dans la commune, joueur et un entraîneur de football, entraîneur au centre de formation du Stade rennais.
- Stéphane Bonsergent (1977- ), né dans la commune, coureur cycliste professionnel de 2006 à 2011.
- Bertrand Roiné (1981- ), né dans la commune, handballeur du Chambéry Savoie Handball et de l'équipe de France de handball masculin.
- Léo Dubois (1994-), footballeur international français y a vécu et débuté le foot au SC Gemmois.